# Johan Zanotti
Johan Zanotti, född 15 maj 1971, är en svensk handbollstränare.

## Klubbar
- Kävlinge HK
- Skånela IF (2004–2006)
- IFK Trelleborg (2006–2008)
- Lugi HF (2008–2010, assisterande)
- Lugi HF (2010–2014)
- IL Runar (2014–2017)
- Team Sydhavsøerne (2017–2020)